# Suctobelba monobina
Suctobelba monobina är en kvalsterart som beskrevs av K. Fujikawa 2003. Suctobelba monobina ingår i släktet Suctobelba och familjen Suctobelbidae. Inga underarter finns listade i Catalogue of Life.